# سفج خاني
سفج خاني هي قرية في مقاطعة طالقان، إيران. يقدر عدد سكانها بـ 145 نسمة بحسب إحصاء 2016.